# V496 Близнецов
V496 Близнецов (лат. V496 Geminorum) — двойная затменная переменная звезда типа W Большой Медведицы (EW) в созвездии Близнецов на расстоянии приблизительно 970 световых лет (около 297 парсек) от Солнца. Видимая звёздная величина звезды — от +10,83m до +10,6m. Орбитальный период — около 0,4439 суток (10,654 часа).

## Характеристики
Первый компонент — жёлтая звезда спектрального класса G0. Радиус — около 1,76 солнечного, светимость — около 3,93 солнечных. Эффективная температура — около 6118 К.
Второй компонент — жёлтая звезда спектрального класса G.